# Vladimir Bradis
Vladimir Modestovici Bradis (în rusă Влади́мир Моде́стович Бра́дис, n. 23 decembrie 1890 - 23 mai 1975) a fost un matematician rus sovietic.
A fost numit învățătorul învățătorilor sovietici și a fost creator emerit în știință în RSFS Rusă.

## Biografie
S-a născut în orașul Paskov unde a terminat învățământul mediu.
A continuat studiile la Universitatea din Sankt Petersburg.
A fost profesor la Școala Comercială de pe lângă Uzina Putilov.
Apoi este profesor de matematică la Tver.
În 1909 a fost exilat în Siberia împreună cu tatăl său de către regimul tarist.
În 1928 i se acordă titlul de doctor docent, ca în 1934 să devină profesor titular.
În 1935 a fost delegat la primul Congres al Sovietelor din regiunea Tver.
În 1942 a fost ales în Comisia de Stat pentru cercetarea crimelor ocupanților fasciști.
În 1946 a obținut medalia Pentru Muncă exemplară, iar în anul următor a fost distins cu Ordinul Lenin.
A fost membru corespondent al Academiei de Științe, iar în 1957 devine doctor în științe pedagogice.
În 1959 a ieșit la pensie.

## Contribuții științifice
Bradis este autorul a peste 100 de lucrări originale, răspândite în mai multe țări.
A fost unul dintre cei mai însemnați savanți sovietici în domeniul predării matematicii.

## Scrieri
- Curbe de ordinul trei: teza sa de licență
- Calculele numerice la cursul de matematică din școala medie: teza sa de doctorat
- 1927: Experiența fundamentării câtorva reguli practice de operare cu numere aproximative
- 1928: Tabele matematice cu 4 cifre
- 1934: Elemente de teoria numerelor
- 1938: Erori în raționamentele matemtice
- 1954: Aritmetica teoretică
- 1949 - 1954: Metodica de predare a matematicii pentru institutele pedagogice.

Scrierile sale au jucat un rol important în îmbunătățirea metodicii de predare a matematicii în învățământul superior.
1. 1 2  Pedagogi i psihologi mira